# Waltenheim-sur-Zorn
Waltenheim-sur-Zorn är en kommun i departementet Bas-Rhin i regionen Grand Est (tidigare regionen Alsace) i nordöstra Frankrike. Kommunen ligger i kantonen Hochfelden som tillhör arrondissementet Strasbourg-Campagne. År 2022 hade Waltenheim-sur-Zorn 659 invånare.

## Befolkningsutveckling
Antalet invånare i kommunen Waltenheim-sur-Zorn
| Referens: INSEE |